# Michael Röckner

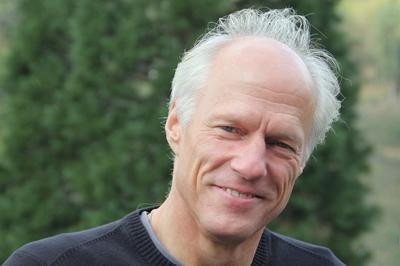
Michael Röckner

Michael Röckner (* 15. Februar 1956 in Herford) ist ein deutscher Mathematiker. Er ist Professor an der Universität Bielefeld.
Röckner machte 1982 sein Diplom in Mathematik und wurde 1984 an der Universität Bielefeld bei Sergio Albeverio promoviert (A Dirichlet Problem for Distributions and the Construction of Specifications for Gaussian Generalized Random Fields). Als Post-Doktorand war er 1984/85 an der Cornell University. 1986 wurde er Lecturer und 1989 Reader an der University of Edinburgh. 1990 wurde er Professor in Bonn und 1994 ordentlicher Professor in Bielefeld. 1997 bis 1999, 2001/2 sowie 2010 bis 2018 war er dort Dekan. Neben seiner Professur in Bielefeld ist er Adjunct Professor an der Purdue University. Er ist Sprecher des Sonderforschungsbereichs „Taming uncertainty and profiting from randomness and low regularity in analysis, stochastics and their applications“.
Er befasst sich vor allem mit stochastischer Analysis und der Theorie der stochastischen partiellen Differentialgleichungen, sowie der Modellierung stochastischer Dynamik in Biologie, Physik, Wirtschaft und Chemie.
1992 erhielt er mit Albeverio und Zhi-Ming Ma den Max-Planck-Forschungspreis in Mathematik. 1989 erhielt er mit Andrew Lacey den Whittaker-Preis und 1989 den Heinz Maier-Leibnitz-Preis.
Er ist seit 2003 Mitglied der Akademie der Wissenschaften und der Literatur. 2017/2018 hat er die Präsidentschaft der Deutschen Mathematiker-Vereinigung (DMV) inne. 2020 wurde er zum Mitglied der Academia Europaea gewählt.

## Schriften
- mit Claudia Prévôt A Concise Course on Stochastic Partial Differential Equations, Lecture Notes in Mathematics 1905, Springer Verlag 2007
- mit Wladimir I. Bogatschjow. Regularity of invariant measures on finite and infinite dimensional spaces and applications. J. Funct. Anal., Band 133, N 1, Seiten 168–223 (1995)